# Швидкість збіжності
Швидкість збіжності є основною характеристикою чисельних методів розв'язування рівнянь і оптимізації.

## Поняття швидкості збіжності
Нехай {\displaystyle \left\{x_{n}\right\}} — збіжна послідовність наближень деякого алгоритму знаходження кореня рівняння або екстремуму функції {\displaystyle x^{*}}, тоді: Кажуть, що метод має лінійну збіжність, якщо {\displaystyle \exists \alpha \in (0,\;1):\quad \exists N\in \mathbb {N} ,\;\forall n\geq N\quad ||x_{n}-x^{*}||<\alpha ||x_{n-1}-x^{*}||}.
Кажуть, що метод має збіжність степеня {\displaystyle \beta }, якщо {\displaystyle \exists \alpha \in (0,\;1]:\quad \exists N\in \mathbb {N} ,\;\forall n\geq N\quad ||x_{n}-x^{*}||<\alpha ||x_{n-1}-x^{*}||^{\beta }}.
Відзначимо, що зазвичай швидкість збіжності методів не перевищує квадратичної. У рідкісних випадках метод може мати кубічну швидкість збіжності (метод Чебишова).

## Практичне визначення
Нехай {\displaystyle \left\{x_{n}\right\}} — послідовність наближень розглянутого алгоритму знаходження кореня {\displaystyle x^{*}} деякого рівняння, тоді швидкість збіжності {\displaystyle \beta } визначають з рівняння:
{\displaystyle ||x_{n}-x^{*}||<\alpha ||x_{n-1}-x^{*}||^{\beta }}
Для спрощення його переписують у вигляді:
{\displaystyle \log ||x_{n}-x^{*}||<\log \alpha +\beta \log ||x_{n-1}-x^{*}||}
Безпосередньо швидкість збіжності оцінюють за тангенсом кута нахилу логарифмічного графіка залежності {\displaystyle ||x_{n}-x^{*}||} від {\displaystyle ||x_{n-1}-x^{*}||}.